# Eclissi solare del 27 dicembre 2065
L'Eclissi solare del 27 dicembre 2065  è un evento astronomico che avrà luogo il suddetto giorno attorno alle ore 08:39 UTC.

## Eclissi correlate

### Eclissi solari 2065 - 2069
Questa eclissi è un membro di una serie semestrale. Un'eclissi in una serie semestrale di eclissi solari si ripete approssimativamente ogni 177 giorni e 4 ore (un semestre) in nodi alternati dell'orbita della Luna.